# Elai
Elai (geboren am 4. März 1999 in Göteborg, Schweden; bürgerlich Lirim Ibishi) ist ein schwedisch-albanischer Sänger und Songwriter.

## Leben
Elai wurde 1999 in Göteborg geboren. Seine Eltern sind Albaner aus Mitrovicë. Seine erste Single 3 Cuna erschien im März 2018. Mit Money (Januar 2019) erreichte er ein größeres Publikum. KuKu, Nokia, Paranormal und Lale erzielten innerhalb von Tagen über eine Million Aufrufe auf YouTube. Lale erreichte Platz 88 der Schweizer Charts.

## Diskografie (Auswahl)

### Singles
- 2018: 3 Cuna
- 2018: Day Ones
- 2019: Toto-Remix
- 2019: Money
- 2019: Respekt
- 2019: Kusha
- 2019: Kom
- 2019: Tata
- 2019: Latina
- 2020: Hör av sig
- 2020: Donna
- 2021: Kusha part. II
- 2021: Kuku
- 2021: Nokia
- 2021: Paranormal
- 2021: Lale
- 2022: Baretta
- 2022: Balenciaga
- 2023: IKA
- 2023: Mun nda

### Auszeichnungen für Musikverkäufe
| Goldene Schallplatte - Frankreich - 2024: für das Lied Europa - Spanien - 2024: für das Lied Europa |

Anmerkung: Auszeichnungen in Ländern aus den Charttabellen bzw. Chartboxen sind in ebendiesen zu finden.
| Land/RegionAuszeichnungen für Musikverkäufe (Land/Region, Auszeichnungen, Verkäufe, Quellen) | Gold     | Platin | Verkäufe | Quellen             |
| -------------------------------------------------------------------------------------------- | -------- | ------ | -------- | ------------------- |
| Frankreich (SNEP)                                                                            | Gold1    | —      | 100.000  | snepmusique.com     |
| Spanien (Promusicae)                                                                         | Gold1    | —      | 30.000   | elportaldemusica.es |
| Insgesamt                                                                                    | 2× Gold2 | —      |          |                     |